# Ko Euna
Ko Euna (* 28. Oktober 1988 in Jangseong-gun, Jeollanam-do, Südkorea, wirklicher Name: Bang Hyo-jin) ist eine südkoreanische Schauspielerin.
Sie war Siegerin des 4. Smart Model Contest, der schon viele andere Stars hervorbrachte.
Ihr Bruder, Mir, ist Sänger in der Boygroup MBLAQ.

## Filmografie

### Filme
- 2003: …ing (Komparsin)
- 2006: A Cruel Attendance (잔혹한 출근 Janhokan Chulgeun)
- 2006: Sunday Seoul (썬데이 서울)
- 2006: Vacation (베케이션)
- 2007: Sarangbang Seonsu-wa Eomeoni (사랑방 선수와 어머니)
- 2008: Oetori (외톨이)
- 2009: A Million (10억 10-eok)
- 2014: Sketch (스케치)

### Fernsehserien
- 2005: Drama City: „Yeoreum, Ibyeol Iyagi“ (드라마시티 – 여름, 이별이야기, KBS)
- 2005: Rainbow Romance (레인보우 로망스, MBC)
- 2006: Golden Apple (황금사과 Hwanggeum Sagwa, KBS)
- 2012: K-Pop Choegang Survival (K-팝 최강 서바이벌, Channel A)